# Буффало-Спрінгс (національний заповідник)
Національний заповідник Баффало-Спрінгс — охоронна територія в окрузі Ісіоло, Кенія.

## Організація
Заповідник Баффало-Спрінгс був створений у 1948 році як частина заповідника Самбуру — Ісіоло, а його нинішні межі встановлені у 1985 році. Заповідником керує рада округу Ісіоло. Більшість операторів кенійських сафарі пропонують відвідування заповідника, де є кілька сафарі-лоджів.

## Місцезнаходження
Національний заповідник Баффало-Спрінгс розташований на південь від національного заповідника Самбуру, який лежить на іншому березі річки Евасо Нгіро. Він названий на честь оазису з чистою водою на його західному кінці. Заповідник має площу 131 квадратний кілометр (51 миля2), а його висота становить від 850 до 1200 метрів над рівнем моря. Це переважно пологі низинні рівнини зі старими потоками лави та вулканічними ґрунтами з олівінового базальту. Клімат жаркий, сухий і напівпосушливий.

## Флора
Вздовж Евасо Нгіро є вузька смуга річкових лісів, яка включає тополю річки Тана, дум-пальму і чудові зразки акації високої. Рослинність включає акацієві ліси та великі ділянки чагарників, де переважає Commiphora. У деяких районах оголюється лавова скеля з розкиданою травою та кущами. Інші частини заповідника мають лужні луки з випадковими джерелами та болотами. Де-не-де в чагарниках зустрічається «троянда пустелі» (Adenium obesum) з яскраво-рожевими квітами. Кущ Salvadora persica (дерево зубної щітки) є їжею для слонів, а його гілочки використовують як зубні щітки кочовим народом Самбуру.

## Тваринний світ
Дика природа включає зебру Гранта та зебру Греві, що знаходиться під загрозою зникнення. Інші види ссавців включають сітчастого жирафа, африканського слона, орікса, геренука, африканського буйвола, лева, леопарда, гепарда та гієну. У заповіднику зареєстровано понад 365 видів птахів. Річка є домом для бегемотів і крокодилів. Сомалійські страуси широко поширені в національному заповіднику. Він більший за масайського страуса і відрізняється своїми ногами та шиєю кольору індиго.